# Gonorynchiformes
Os Gonorynchiformes são uma ordem de peixes actinopterígeos.

## Famílias
- Chanidae
- Gonorynchidae
- Kneriidae
- Phractolaemidae